# Maria Josepha van Oostenrijk (1699-1757)
Maria Josepha Benedikta Antonia Theresia Xaveria Philippine (Wenen, 8 december 1699 — Dresden, 17 november 1757) was aartshertogin van Oostenrijk, keurvorstin van Saksen en koningin van Polen.

## Leven
Maria Josepha werd geboren als de oudste dochter van keizer Jozef I van het Heilige Roomse Rijk en Amalia Wilhelmina, dochter van hertog Johan Frederik van Brunswijk-Lüneburg.
Ze trad op 20 augustus 1719 in Wenen in het huwelijk met keurvorst Frederik August II van Saksen, de latere koning August III van Polen. Door dit huwelijk was er een verbintenis gekomen tussen het huis Wettin en het huis Habsburg. Maria Josepha’s schoonvader, August II van Polen, aasde al langere tijd op een huwelijk tussen een aartshertogin en zijn zoon. Op die manier hoopte hij een betere positie te krijgen in een eventuele successieoorlog rondom de Oostenrijkse troon. Dit werd echter tenietgedaan door de geboorte van Maria Theresia van Oostenrijk. Maria Josepha werd op een venetiaanse gondel aan de Elbe binnengehaald. De feestelijkheden duurden tot in september voort. Er werden meerdere opera's opgevoerd; er waren bals en jachtpartijen.
Op cultureel gebied bloeide Saksen in deze tijd op. Ook Maria Josepha droeg een steentje bij; zij was met haar echtgenoot verantwoordelijk voor de bouw van de Hofkerk in Dresden in 1751. Haar man was in 1712 tot het katholicisme bekeerd, maar Maria Josepha was haar hele leven al katholiek sinds haar opvoeding door haar katholieke grootmoeder Eleonora van Palts-Neuburg (dochter van Filips Willem van de Palts).
Maria Josepha stierf in 1757 op 57-jarige leeftijd.

## Kinderen
Uit het huwelijk van Maria Josepha en August werden de volgende kinderen geboren:
- Frederik August (1720-1721)
- Jozef (1721-1728)
- Frederik Christiaan (1722-1763), keurvorst van Saksen
- Maria Amalia Christina (1724-1760), gehuwd met Karel III van Spanje
- Maria (1727-1734), jong gestorven
- Maria Anna Sophia (1728-1797), gehuwd met Maximiliaan III Jozef van Beieren
- Frans Xavier (1730-1806), regent van Saksen
- Maria Josepha Carolina (1731-1767), moeder van Lodewijk XVI van Frankrijk
- Karel Christiaan (1733-1796), hertog van Koerland
- Maria Christina Anna (1735-1782), vorstin-abdis van Remiremont
- Maria Elisabeth Apollonia (1736-1818)
- Albert Casimir (1738-1822), landvoogd van de Zuidelijke Nederlanden
- Clemens Wenceslaus (1739-1812), keurvorst en aartsbisschop van Trier
- Maria Kunigunde Dorothea (1740-1826), vorstin-abdis van Thorn en Essen

- Bibliothèque nationale de France: cb15945885v (data)
- Gemeinsame Normdatei: 11917426X
- International Standard Name Identifier: 0000 0001 0988 4242
- Library of Congress Control Number: no2014069719
- Nationale Bibliotheek van Tsjechië: ntk20231190809
- Nationale Bibliotheek van Israël: 987007367355905171
- Nationale Bibliotheek van Polen: a0000002238769
- Nederlandse Thesaurus van Auteursnamen: 071998802
- Istituto Centrale per il Catalogo Unico: IEIV094217
- Système universitaire de documentation: 171091590
- Virtual International Authority File: 74657259
- WorldCat: E39PBJhhqc6mdfjM3tpKPgHKVC